# Rakovnik pri Šentrupertu
Rakovnik pri Šentrupertu is een plaats in Slovenië en maakt deel uit van de gemeente Šentrupert in de NUTS-3-regio Jugovzhodna Slovenija. De plaats telde 113 inwoners op 1 januari 2020.